# Заводська вулиця (Краснодар)
Ву́лиця Заводська́ — вулиця Західного внутрішньоміського округа Краснодара.

## Історія
Вулицю була прокладено в 1959 році при забудові району  Заводу імені Седіна. З 1959 по 1981 рік називалася Нафтозаводською на честь Краснодарської нафтобази. Потім назву була змінено на «Заводська», а проїзди 1-й, 2-й і 3-й так і залишилися Нафтозаводськими.

## Опис

### Розташування
Вулиця Заводська починається від вулиці Захарова; згодом до неї прилучається Піщаний проїзд. Далі вона перетинається з вулицею Південною, і закінчується перетином з вулицею Індустріальною (продовженням вулиці за Індустріальною є вулиця Тахтамукайська). Нумерація будинків йде від Захарова до Індустріальної.

### Характеристика
Вулиця Заводська містить близько 16 будинків. На Заводській розташовані двоповерхові, триповерхові та п'ятиповерхові будинки 1950-1960-х рр.. побудови. На вулиці розташовано кілька продуктових магазинів.

## Транспорт
На сьогодні вулиця Заводська використовується як один з місцевих проїздів. Дорожня розмітка відсутня. На ділянці вулиці від Південної до Захарова рух заборонено. Міський транспорт вулицею не проходить.